# كورت روت
كورت روت (بالألمانية: Kurt Roth)‏ هو رسام ألماني، ولد في 1899 في راتينغن في ألمانيا، وتوفي في 30 أكتوبر 1975 في يوترسن في ألمانيا.